# Vaux-sur-Saint-Urbain
Vaux-sur-Saint-Urbain ist eine französische Gemeinde mit 56 Einwohnern (Stand 1. Januar 2022) im Département Haute-Marne in der Region Grand Est (vor 2016 Champagne-Ardenne). Sie gehört zum Arrondissement Saint-Dizier und zum Kanton Joinville. Die Einwohner werden Vauxois genannt.

## Geographie
Vaux-sur-Saint-Urbain liegt etwa 40 Kilometer nordnordwestlich von Chaumont. Umgeben wird Vaux-sur-Saint-Urbain von den Nachbargemeinden Saint-Urbain-Maconcourt im Westen und Norden, Domremy-Landéville im Osten, Doulaincourt-Saucourt im Süden sowie Donjeux im Südwesten und Westen.

## Bevölkerungsentwicklung
| Jahr                       | 1962 | 1968 | 1975 | 1982 | 1990 | 1999 | 2006 | 2011 | 2019 |
| -------------------------- | ---- | ---- | ---- | ---- | ---- | ---- | ---- | ---- | ---- |
| Einwohner                  | 90   | 83   | 89   | 67   | 55   | 43   | 52   | 65   | 56   |
| Quellen: Cassini und INSEE |      |      |      |      |      |      |      |      |      |

## Sehenswürdigkeiten
- Kirche Saint-Rémi aus dem 13. Jahrhundert